# Павел Коуба
Павел Коуба (чеськ. Pavel Kouba, 1 вересня 1938, Кладно — 13 вересня 1993) — чехословацький футболіст, що грав на позиції воротаря, зокрема, за клуби «Дукла» (Прага) та «Спарта» (Прага), а також національну збірну Чехословаччини. Батько Петра Коуби.
Шестиразовий чемпіон Чехословаччини. Володар кубка Чехословаччини.

## Клубна кар'єра
Народився 1 вересня 1938 року в місті Кладно. Вихованець футбольної школи клубу «Локомотива».
У дорослому футболі дебютував 1958 року виступами за команду «Дукла» (Прага), в якій провів сім сезонів.
Своєю грою за цю команду привернув увагу представників тренерського штабу клубу «Спарта» (Прага), до складу якого приєднався 1965 року. Відіграв за празьку команду наступні чотири сезони своєї ігрової кар'єри.
Завершив ігрову кар'єру у команді «Ангулем», за яку виступав протягом 1969—1972 років.

## Виступи за збірну
1963 року дебютував в офіційних матчах у складі національної збірної Чехословаччини. Протягом кар'єри у національній команді провів у її формі 3 матчі.
У складі збірної був учасником чемпіонату світу 1962 року у Чилі, де разом з командою здобув «срібло».
Помер 13 вересня 1993 року на 56-му році життя.

## Титули і досягнення
- Чемпіон Чехословаччини (6):

«Дукла» (Прага): 1961, 1962, 1963, 1964
«Спарта» (Прага): 1965, 1967
- Володар кубка Чехословаччини (1):

«Дукла» (Прага): 1961
- Віце-чемпіон світу: 1962